# 1951年3月7日日食
1951年3月7日日食是一次日環食，發生於1951年3月7日（東半球為3月8日）。新月當天（即朔日），地球上觀測到月球和太阳的角距離極小，此時月球如果恰好在月球交點附近，穿過太阳和地球之間，與地球、太阳接近一直線，則會出現日食。月球穿過太阳和地球之間，但距地球較遠，本影未能接觸地表，而使偽本影覆蓋的區域內看到月球的角直徑小於太陽，就形成日環食，同時在偽本影兩側數千公里的半影範圍內形成日偏食。此次日環食經過了新西兰、哥斯达黎加、尼加拉瓜、哥伦比亚的離島聖安德烈斯島，日偏食則覆蓋了拉丁美洲中北部、太平洋中南部及周邊部分地區。這是世界歷史上首次電視直播的日食。

## 日食概況

### 出現區域
塔斯曼海南部、新西兰南島西北約540公里的海面在3月8日日出時最先看到日環食。此後月球偽本影向東橫跨南島，跨過國際日期變更線，轉向東北劃過很長的洋面，途中從皮特凯恩群岛的皮特肯島西北方掠過，環食帶南緣距皮特肯島最近處僅約300米。在迪西島東北約780公里的洋面達到最大食分後，偽本影繼續向東北，劃過中美洲，進入加勒比海並覆蓋了其中部分島嶼後，在3月7日日落時分結束於库拉索島以北約250公里的海面。
偽本影經過的陸地依次包括：
- 新西兰：自西向東橫貫西岸大區和坎特伯雷区；
- ：瓜納卡斯特省北部；
- 尼加拉瓜：經過卡拉索省南部、里瓦斯省除東南角外的大部、格拉納達省南部、瓊塔萊斯省南部、聖胡安河省北部後自西向東貫穿南大西洋自治區中部偏南（包括珍珠群礁（西班牙语：Cayos Perlas）南部和馬伊斯群島）；
- 哥伦比亚：聖安德烈斯島。[4][5]

除了上述狹窄的環食帶內能看到日環食之外，月球半影覆蓋範圍內都能看到日偏食，包括澳大利亚東部海岸、美拉尼西亞東部、玻里尼西亞中南部、美国東南半部、加拿大東南部邊境、百慕大、中美洲、巴西西半部及其以西的南美洲、南极洲靠近太平洋的一部分。其中大部分位於國際日期變更線以東，在3月7日看到日食，剩下的部分在3月8日看到日食。

### 基本參數
- 類型：日環食
- 食甚中心處（位於皮特凯恩群岛迪西島東北約780公里的太平洋）資料：
  - 時間：1951年3月7日20:53:10.4
  - 地點：17°41.1′S 123°31.5′W / 17.6850°S 123.5250°W
  - 食分：0.9896（環食帶內最大）
  - 日環食持續時間：59.2秒

## 直播
這是世界歷史上首次電視直播的日食，美国WCBS-TV、WNET、NBC新聞等電視台都做了直播。儘管美国看不到日環食，只有部分地區能看到日偏食，例如在纽约，日偏食出現在日落前夕，食分（被遮掩的日面直徑佔整個直徑之比）只有0.17，被遮掩的日面面積則只有整個面積的8%，而纽约海登天文館館長在接受《纽约时报》採訪時也要求「不要讓大家為此太激動」，但許多電視台都將日食併入常規節目中，還有的用了當時新出現的電視技術。

## 相關的日食

### 1950-1953年的日食
月球交替位於相對的月球交點時，以半個交點年（食年），即約177天又4小時間隔出現下列日食。
| 升交點                                          | 升交點                   |          | 降交點                  | 降交點 |
| 沙羅周期                                        | 地圖                     | 沙羅周期 | 地圖                    |        |
| 119                                             | 1950年3月18日 環食       | 124      | 1950年9月12日 全食      |        |
| 129                                             | 1951年3月7日 環食        | 134      | 1951年9月1日 環食       |        |
| 139                                             | 1952年2月25日 全食       | 144      | 1952年8月20日 環食      |        |
| 149                                             | 1953年2月14日 偏食（北） | 154      | 1953年8月9日 偏食（南） |        |
| 註：1953年7月11日的日偏食屬於下一組交點年系列。 |                          |          |                         |        |

### 沙羅周期
沙羅週期長度為18年11天。本次日食屬於沙羅週期129，共包含80次日食，依次為1103年10月3日至1446年4月26日的20次日偏食、1464年5月6日至1969年3月18日的29次日環食、1987年3月29日至2023年4月20日的3次全環食（亦稱混合食）、2041年4月30日至2185年7月26日的9次日全食、2203年8月8日至2528年7月26日的19次日偏食，總共歷時1424.38年。其中最長的全食發生於2131年6月25日，共持續了3分43秒。
下表列舉了1901年至2100年間發生的屬於該周期的日食，是第46至56次：
| 46            | 47            | 48            |
| ------------- | ------------- | ------------- |
| 1915年2月14日 | 1933年2月24日 | 1951年3月7日  |
| 49            | 50            | 51            |
| 1969年3月18日 | 1987年3月29日 | 2005年4月8日  |
| 52            | 53            | 54            |
| 2023年4月20日 | 2041年4月30日 | 2059年5月11日 |
| 55            | 56            |               |
| 2077年5月22日 | 2095年6月2日  |               |

## 資料來源
1. ↑  樊忠玉. . 中国天文科普网.   [2016-03-29]. （原始内容存档于2014-09-17）.
2. 1 2  Fred Espenak. . NASA Eclipse Web Site.   [2016-03-29]. （原始内容存档于2020-10-24） （英语）.
3. 1 2  Joe Rao. . Space.com. 2011-03-08  [2016-03-29]. （原始内容存档于2020-09-21） （英语）.
4. ↑  Fred Espenak. . NASA Eclipse Web Site.   [2016-03-29]. （原始内容存档于2020-10-20） （英语）.
5. ↑  Xavier M. Jubier. .   [2016-03-29]. （原始内容存档于2019-06-05）.（法文）（英文）
6. ↑  Fred Espenak. . NASA Eclipse Web Site.   [2016-03-29]. （原始内容存档于2008-08-29） （英语）.
7. ↑  Fred Espenak. . NASA Eclipse Web Site.（英文）

## 外部連結
- NASA日食專頁（页面存档备份，存于）（英文）
- 可見區域圖和時間統計：由弗雷德·埃斯佩纳克做出的日食預報，NASA/GSFC
  - Google互動地圖呈現的日食範圍
  - 貝塞爾元素
- Google地圖顯示的日環食和日偏食範圍（页面存档备份，存于）（法文）（英文）

| \| \| 日食 \|                             |                             |                                          |
| 上一次日食： 1950年9月12日日食 （日全食） | 1951年3月7日日食 （日環食） | 下一次日食： 1951年9月1日日食 （日環食） |
| 上一次日環食： 1950年3月18日日食          | 1951年3月7日日食 （日環食） | 下一次日環食： 1951年9月1日日食          |
|                                           | 日食                        |                                          |